# Steilfeuer

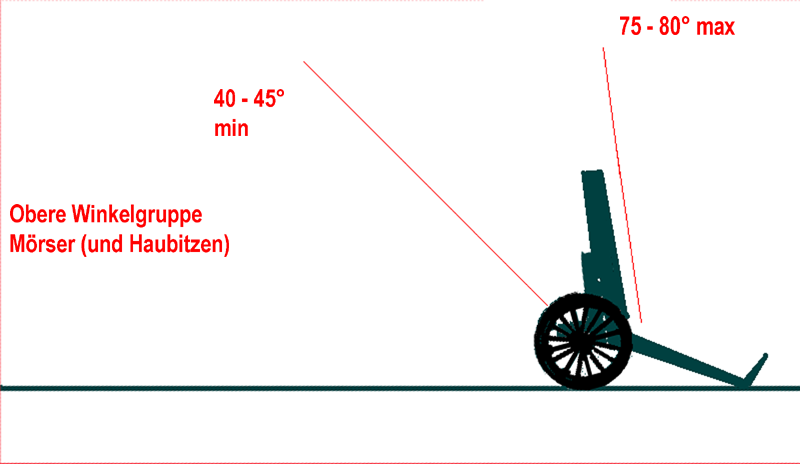
Steilfeuer – Obere Winkelgruppe

Als Steilfeuer, auch Wurffeuer, bezeichnet man im Artilleriewesen eine Form von Beschuss, bei dem die Granaten in einem Winkel von mehr als 45 Grad abgefeuert werden. In der Fachsprache bezeichnet man dies als Abschuss in der oberen Winkelgruppe.

## Geschichte

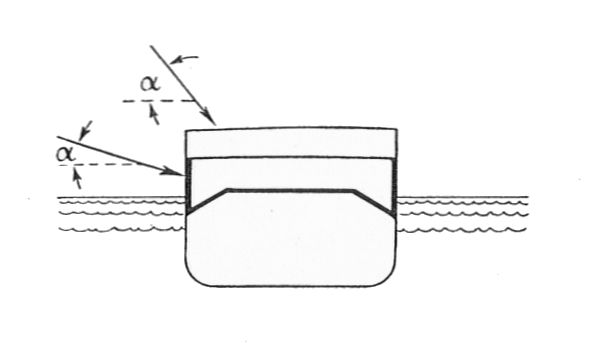
Steilfeuer ermöglicht es auch das ungeschützte Oberdeck eines Schiffes zu treffen

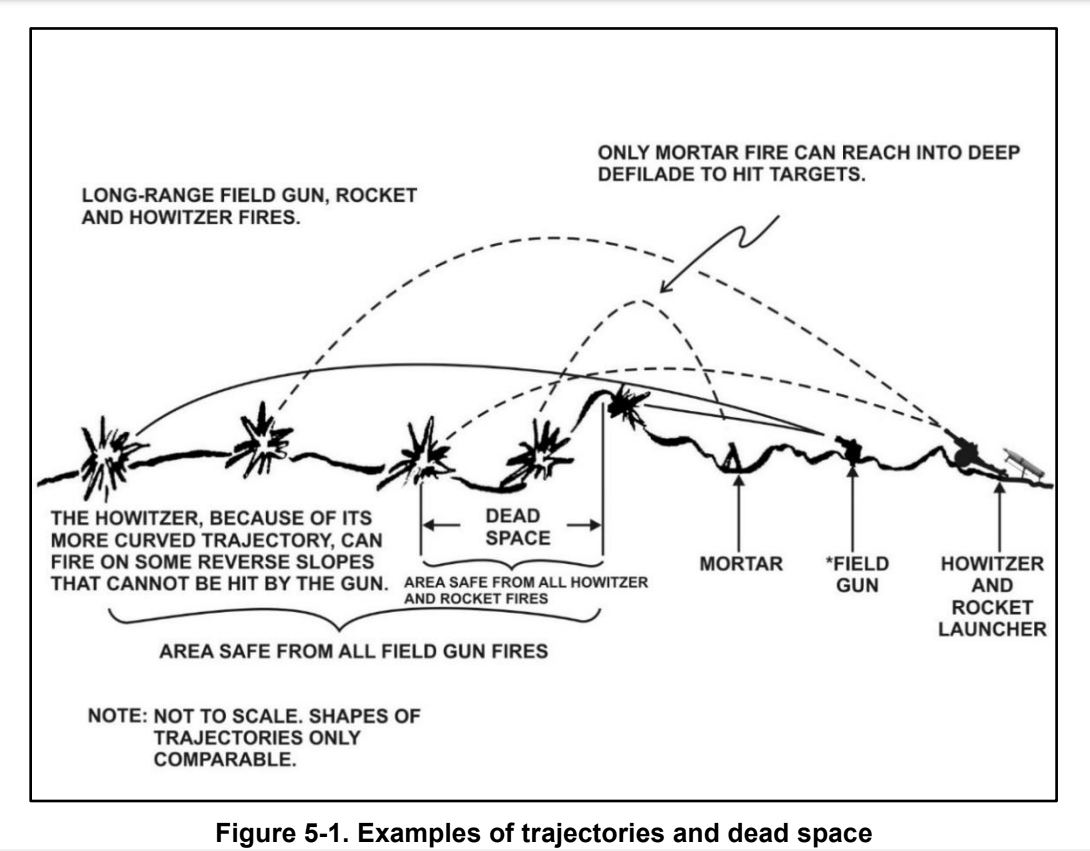
Geschoss-Flugbahnen von Mörser, Feldkanone, Haubitze und Rakete im indirekten Feuer

Seit man Belagerungswaffen entwickelte, wurden auch Verteidigungswaffen entwickelt. Eine dieser Waffen, wenn auch passiv, war die Mauer. Sie schützte eine Burg oder Stadt. Um diese Mauer zu überwinden, wurden Waffen entwickelt, die über die Mauer schossen. Dies war zuerst die Blide und schließlich, als weit kleinere Waffe, das Katapult. Mit der Entwicklung des Schießpulvers wurden verschiedene Varianten von Geschützen gebaut. Zum einen Mörser, zum anderen Flachfeuergeschütze, wie etwa Feldschlangen. Erstere waren immer noch bei Belagerungen eingesetzt, sollten Mauern überwinden. Sie dienten nicht der Zerstörung einer Mauer, sondern der dahinter liegenden Objekte. Verteidiger verwendeten Mörser, um feindliche Artillerie zu bekämpfen und den Gegner von einem Sturm auf die Festung abzuhalten. Im Ersten Weltkrieg dienten Mörser und Haubitzen zur Zerstörung der feindlichen Grabensysteme und Bunkerstellungen. Im Zweiten Weltkrieg wurden die Geschütze bereits komplexer. Gerade bei der Roten Armee wurde auf ein Konzept gesetzt, das heute noch verwendet wird. Dieses Konzept zielte auf die mehrzweckliche Verwendung von Geschützen ab. So entstanden Kanonen/Haubitzen. Waffen also, die sowohl Flach- als auch Steilfeuer schießen konnten. Als eins der wenigen reinen Steilfeuergeschütze gibt es heute noch den Mörser. Ein weiterer wichtiger Typ des Steilfeuergeschützes ist die Haubitze.

## Wirkungsweise
Steilfeuer wird immer dann eingesetzt, wenn ein größeres geographisches Hindernis (Berg, Wald) ein direktes Anvisieren eines Ziels verhindert oder direktes Feuer keine oder kaum Wirkung zeigen würde (beispielsweise gegen eingegrabenen oder befestigten Feind). Der große Abschusswinkel bewirkt dabei eine stark parabelförmige Flugbahn des Geschosses und führt dazu, dass dieses in sehr steilem Winkel auf das Ziel einkommt und so größtmögliche Wirkung zeigen kann.
Da ein hoher Teil der Abschussenergie dafür verbraucht wird, das Geschoss nach oben zu feuern, ist die Reichweite von Steilfeuergeschützen relativ begrenzt. Mit neuartiger Munition wie etwa „Rocket-assisted projectile“-Geschossen (RAP-Geschossen), also reichweitengesteigerten Geschossen, können heute aber auch Schussweiten von bis zu 30.000 Metern und mehr erreicht werden. Klassisches Beispiel sind hier die Panzerhaubitzen.

## Bilder verschiedener Steilfeuergeschütze

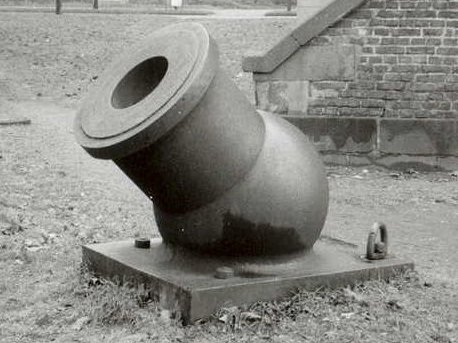
Mörser der Zitadelle Wesel
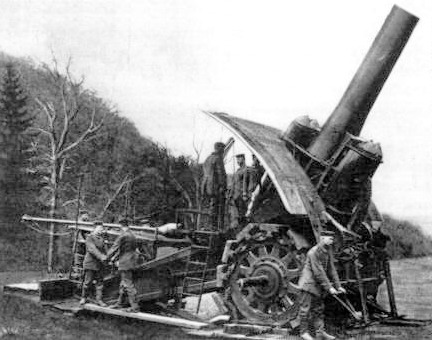
42-cm-Mörser Dicke Bertha des Ersten Weltkrieges
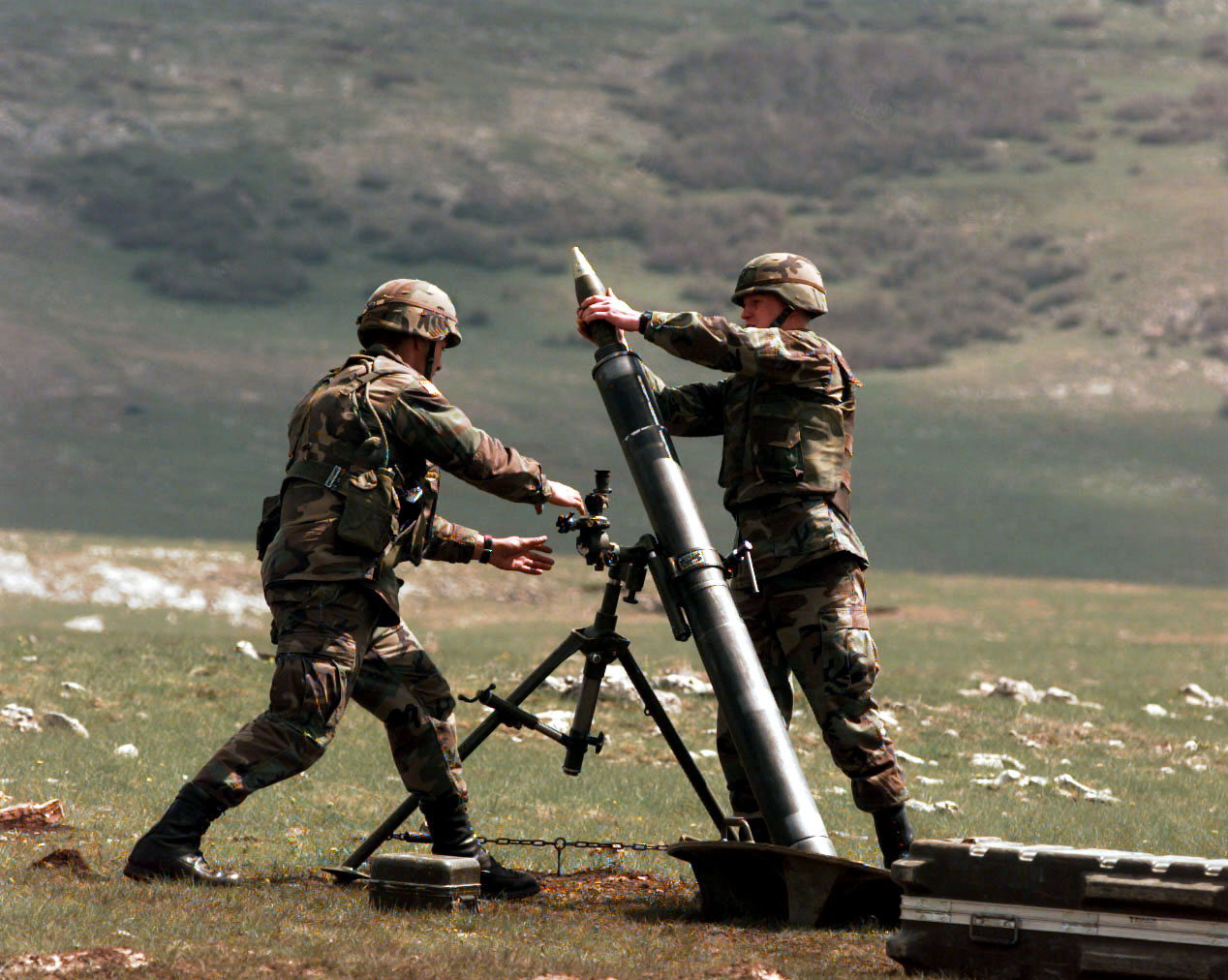
Granatwerfer beim Ladevorgang
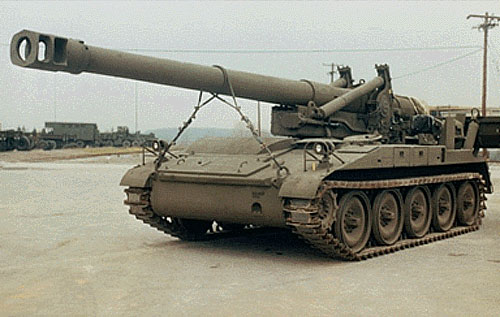
Selbstfahrhaubitze M110 der US-Army
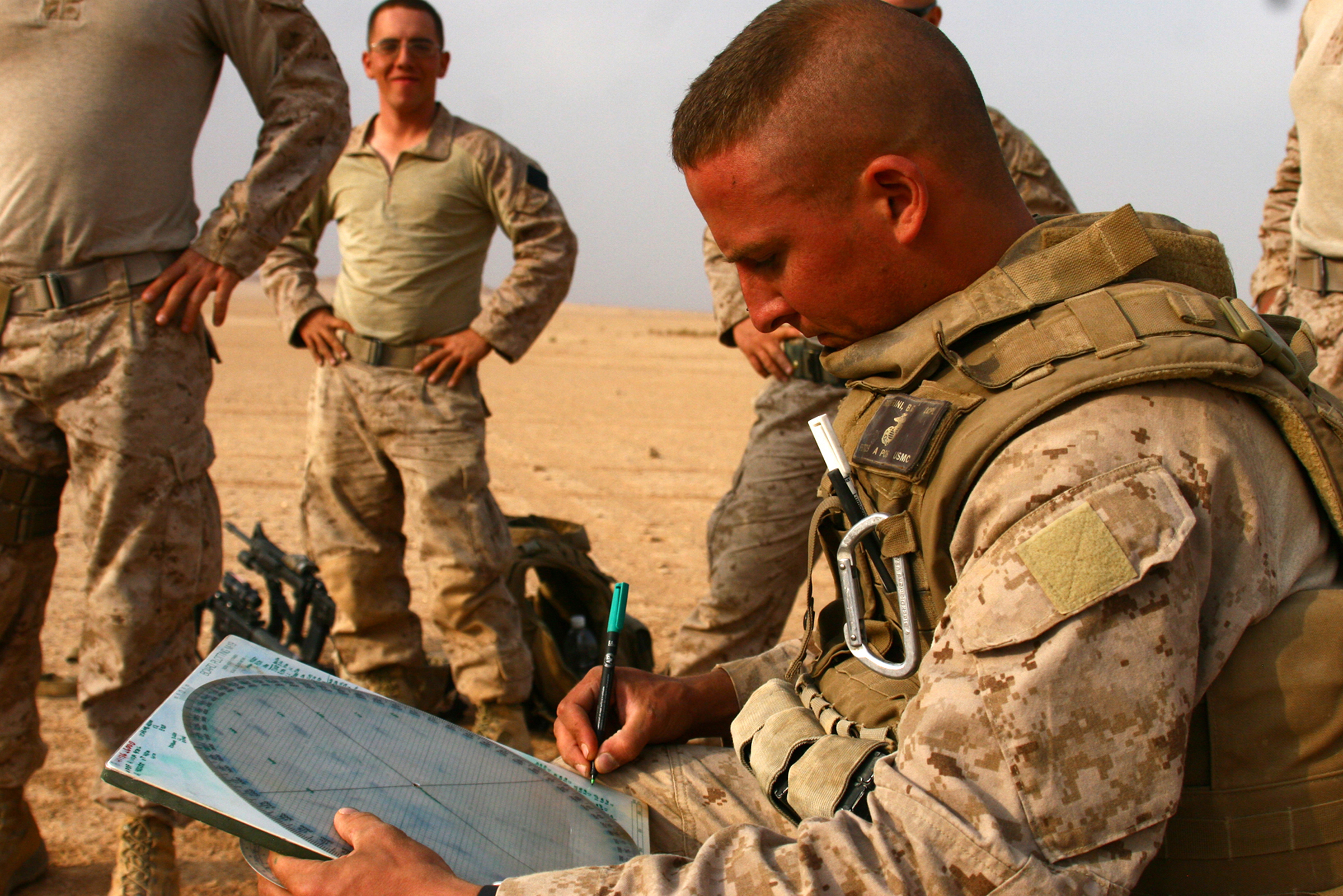
Schütze ermittelt Ausrichtung eines Mörsers